# Luca Chikovani

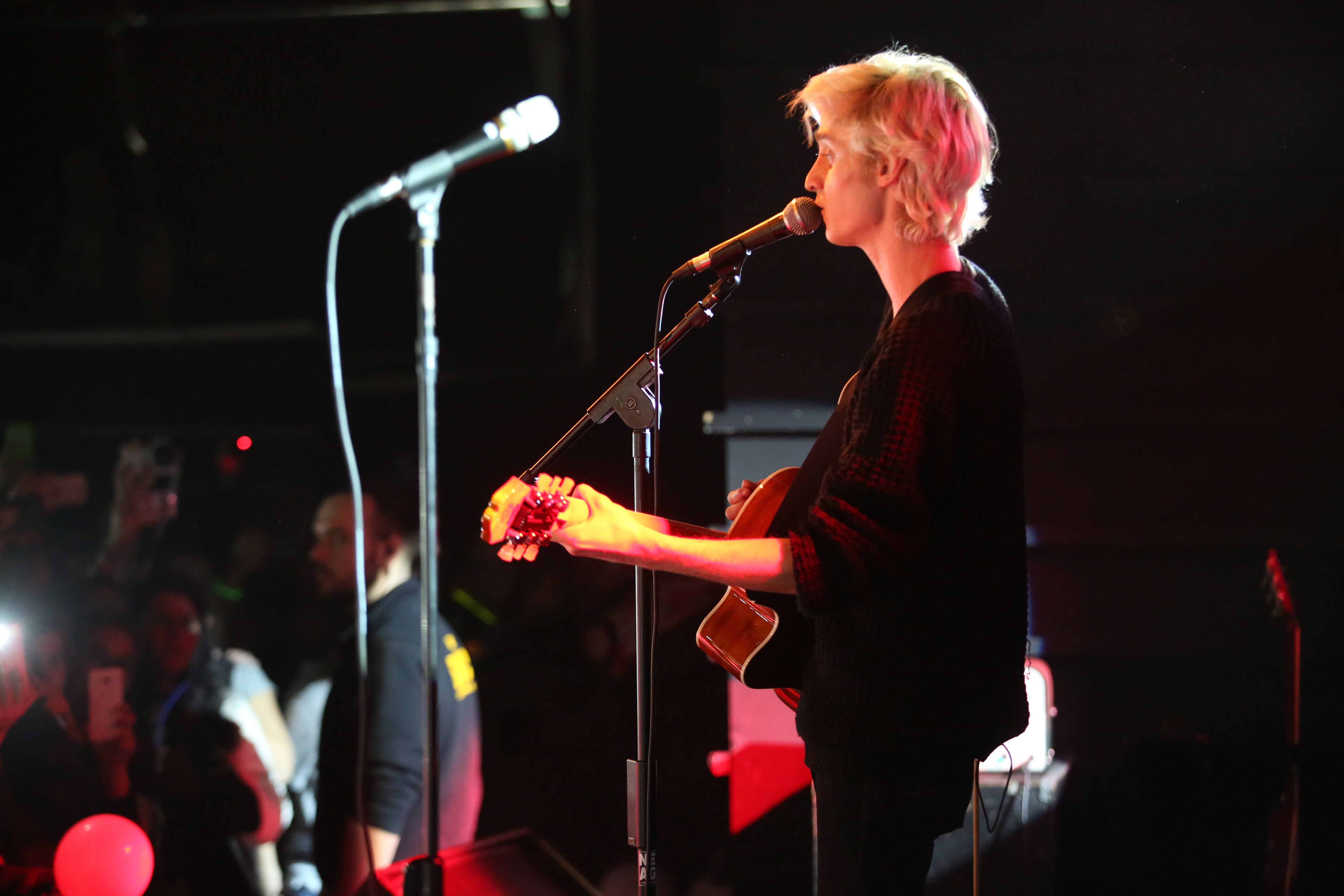
Luca Chikovani bei einem Auftritt 2016

Luca Chikovani (georgisch ლუკა ჩიქოვანი; * 12. April 1994 in Tiflis, Georgien) ist ein italienischer Popsänger und Schauspieler georgischer Abstammung.

## Werdegang
Chikovani wuchs in Tiflis auf, wo er bereits zusammen mit seiner Großmutter das italienische Sanremo-Festival im Fernsehen verfolgte. Als seine Mutter Georgien verließ, zog er mit ihr nach Rom. Dort begann er 2012, auf YouTube Coverversionen bekannter Songs u. a. von Justin Bieber, One Direction oder Shawn Mendes zu veröffentlichen. Außerdem trat er durch Vlogs in näheren Kontakt zu seinen Fans. Als er den Produzenten Roberto Sterpetti kennenlernte, wurde er bei dessen Aufnahmestudio Memphis Recording  unter Vertrag genommen. 2013 erschien die Weihnachtssingle Christmas Song, 2014 das Lied Tempo al tempo mit zugehörigem Musikvideo. Bei der I Hate Music Tour von Michele Bravi, der wie Chikovani von Show Reel gemanagt wird, eröffnete der Sänger 2016 eine Reihe von Konzerten in ganz Italien. Im selben Jahr wurde er von Universal Music Italia unter Vertrag genommen. Am 15. Juli 2016 erschien sein Debütalbum Start. Dieses enthält sowohl Coverversionen (von Justin Bieber, Conor Maynard und James Bay) als auch erstmals eigene Lieder von Chikovani. Als erste Single wurde New Generation Kids veröffentlicht.
Im Film Glücklich wie Lazzaro von Alice Rohrwacher debütierte Chikovani 2018 als Schauspieler.

## Diskografie
Alben

| Jahr | Titel | Höchstplatzierung, Gesamtwochen, AuszeichnungChartsChartplatzierungen (Jahr, Titel, Platzierungen, Wochen, Auszeichnungen, Anmerkungen) | Anmerkungen     |
| Jahr | Titel | IT | Anmerkungen     |
| ---- | ----- | --- | --------------- |
| 2016 | Start | IT3 (3 Wo.)IT | Universal Music |

Singles
- Christmas Song (2013)
- Tempo al tempo (2014)
- New Generation Kids (2016)
- On My Own (2016)

## Filmografie
- 2018: Glücklich wie Lazzaro (Lazzaro felice)
- 2023: Der Kommandant – Entscheidung im Atlantik (Comandante)

## Belege
1. ↑  Micol Sarfatti: Luca Chikovani, imita Justin Bieber sul web. Ora è in testa alle classifiche. In: Corriere.it. RCS MediaGroup, 3. August 2016, abgerufen am 5. August 2016 (italienisch).
2. ↑  Giulio Pasqui: Luca Chikovani, Start: venerdì 15 luglio esce il primo album per Universal. In: Soundsblog.it. Blogo.it, 15. Juni 2016, abgerufen am 22. Juni 2016 (italienisch).
3. ↑  Luca Chikovani in den italienischen Albumcharts. In: Italiancharts.com. Hung Medien, abgerufen am 4. Februar 2017.

| Personendaten    | Personendaten                                                   |
| ---------------- | --------------------------------------------------------------- |
| NAME             | Chikovani, Luca                                                 |
| ALTERNATIVNAMEN  | ლუკა ჩიქოვანი (georgisch)                                       |
| KURZBESCHREIBUNG | italienischer Popsänger und Schauspieler georgischer Abstammung |
| GEBURTSDATUM     | 12. April 1994                                                  |
| GEBURTSORT       | Tiflis                                                          |